# Orden de la Estrella de la India

La bandera del Virrey de la India muestra el escudo de armas de la Orden de la Estrella de la India además de la Corona Imperial de la India.

Estrella de la Orden, con el centro dorado, portada por los Caballeros Grandes Comandantes.

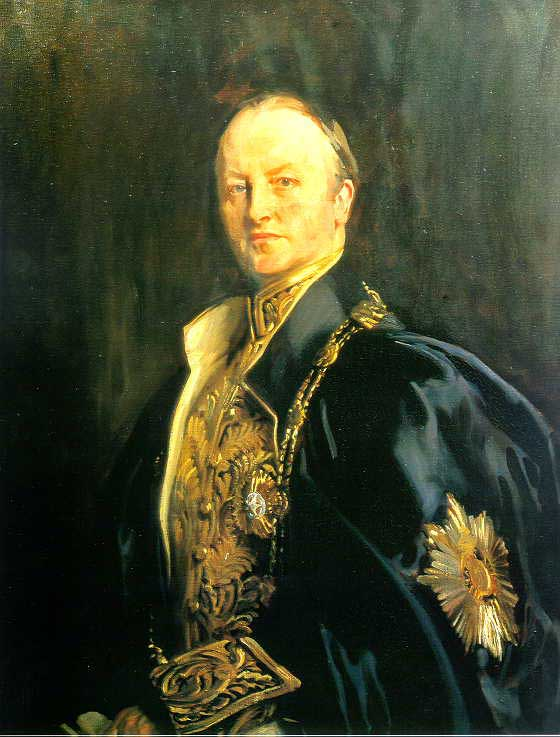
George Curzon, virrey de la India entre 1899 y 1905, portando el manto, el collar y la estrella de la orden.

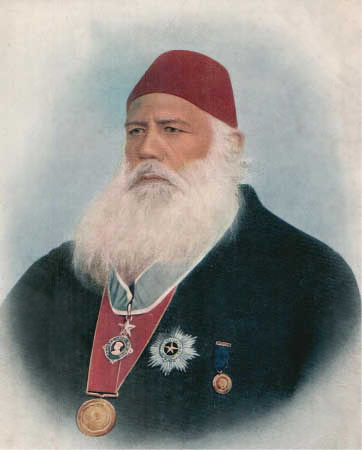
Sir Syed Ahmed Khan, KCSI.

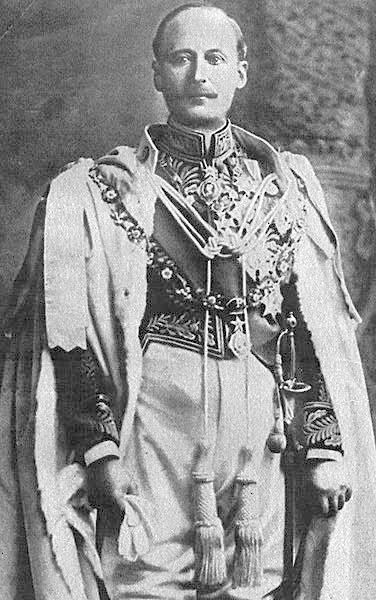
Charles Hardinge (1858-1944), virrey de la India, con sus ropajes de la orden.

La Exaltadísima Orden de la Estrella de la India (The Most Exalted Order of the Star of India) es una orden de caballería fundada por la reina Victoria en 1861.
La orden dividía a sus miembros en tres rangos:
1. Caballero gran comendador (GCSI)
2. Caballero comendador (KCSI)
3. Compañero (CSI)

Desde que la India declarara su independencia en 1947, no se ha producido ningún nuevo nombramiento en la orden.
El lema de la orden es Heaven's light our guide (‘el cielo ilumina nuestro camino’).
La "Estrella de la India", emblema de la orden, también aparece en la bandera del Virrey de la India.
La orden era la más alta orden de caballería asociada al Imperio británico de la India; la otra orden era la Orden del Imperio de la India.
La Orden de la Estrella de la India es la quinta más alta orden británica de caballería. Solo es superada por:
- la Orden de la Jarretera,
- la Orden del Cardo,
- la Orden de San Patricio y
- la Orden del Baño.

Es seguida por:
- la Orden de San Miguel y San Jorge.

## Historia
La Orden fue fundada para honrar a los jefes y príncipes de la India, así como a oficiales británicos que hubieran servido en la India.
La Orden del Imperio de la India, fundada en 1877, pretendía ser una versión menos exclusiva de la Orden de la Estrella de la India; de esa manera, se hicieron muchos más nombramientos en la segunda que en la primera.
Todos los nombramientos referentes a las órdenes asociadas al Imperio Británico de la India cesaron después del 14 de agosto de 1947.
Las órdenes no han sido formalmente suprimidas, ni por el anterior monarca, Jorge VI, ni por su hija, la reina Isabel II.
Actualmente, existe al menos una persona viva perteneciente a la Orden de la Estrella de la India, el majarás de Alwar, nacido en 1911, y que fue nombrado Caballero Comendador.
La Orden del Imperio de la India solo tiene un miembro vivo, el majarás de Dhrangadhra, nacido en 1923.

## Composición
El monarca británico es el soberano de la orden.
El siguiente miembro en rango era el Gran Maestro; esa posición estaba ligada, ex officio, al Virrey de la India.
Cuando se creó la orden en 1861, solo existía una clase de Caballeros Compañeros.
Sin embargo, en 1866, este rango único se dividió en los tres que existen actualmente.
Los miembros del rango más alto fueron conocidos como "Caballero Gran Comendador" en lugar de "Caballero Gran Cruz", para no ofender a los miembros indios no cristianos de la orden.
Los antiguos Virreyes y otros altos oficiales, así como aquellos que habían servido en la Secretaría de Estado para la India durante al menos 30 años, podían ser nombrados miembros de la orden.
También podían ser elegidos los gobernantes de los pequeños estados que formaban parte del territorio colonial.
Algunos estados eran de tal importancia dentro de la colonia que sus dirigentes eran casi siempre nombrados "Caballeros Grandes Comendadores"; entre esos estados se incluían el Nizam de Hyderabad, el majarás de Mysore, el majarás de Gwalior, el majarás de Jammu y Cachemira, el majarás de Baroda, el Nawab de Bhopal, el majarás de Indore, el majarás de Udaipur, el majarás de Cochín, el majarás de Travancore, el majarás de Jodhpury y el maharao de Kutch.
Dirigentes de otras naciones de Asia y de Oriente Medio, como el emir de Kuwait, los majarás de la dinastía Rana (que gobernaron Nepal), el jedive de Egipto, el rey de Bután y los máximos mandatarios de Túnez y Libia, también solían pertenecer a la orden, algunos de ellos en el máximo rango.
Las mujeres, salvo las que eran dirigentes en algunos Estados, no podían ser nombradas miembros de la orden.
Las que lo lograban, eran nombradas sir (‘caballero’) en lugar de "lady" (‘dama’).
La primera mujer que fue admitida en la orden fue la Nawab Sikandar Begum Sahiba de Bhopal; en 1861 fue nombrada "Caballero Compañero".
Los estatutos de la orden fueron enmendados para permitir que la reina María de Teck, esposa de Jorge V, pudiera ser nombrada "Caballero Gran Comendador" en 1911.

## Vestimenta
Los miembros de la orden vestían elaborados trajes en las ceremonias importantes:
- El manto, portado solo por los "Caballeros Grandes Comendadores", estaba fabricado con satén azul claro ribeteado con seda blanca. En su lado izquierdo tenía una representación de la Estrella de la Orden.
- El collar, también portado solo por los "Caballeros Grandes Comendadores", estaba fabricado en oro. Estaba compuesto por figuras alternas de lotos indios, rosas rojas y blancas, y ramas de palmeras, con una corona imperial en el centro.

En las ocasiones menos importantes, se usaban otros elementos más simples:
- La estrella, portada por los "Caballeros Grandes Comendadores" y por los "Caballeros Comendadores", estaba formada por un sol con 26 rayos largos alternados con 26 rayos más cortos; estaba hecha en oro y era circular, para el caso de los "Caballeros Grandes Comendadores", y en plata y con ocho puntas para los "Caballeros Comendadores". En el centro de la figura se ubicaba un anillo azul claro en el que aparecía escrito el lema de la orden, dentro del cual estaba una estrella de cinco puntas, decorada con diamantes en el caso de los "Caballeros Grandes Comendadores".
- La insignia era portada por los "Caballeros Grandes Comendadores" en una banda de color azul cielo con un ribete blanco en los costados, y colocada desde el hombre derecho a la cadera izquierda; mientras que los "Caballeros Comendadores" y los "Compañeros" la llevaban colgada del cuello mediante un lazo azul claro. La misma incluía un óvalo, conteniendo la efigie del soberano, rodeado por un anillo azul claro conteniendo el lema de la orden; el óvalo estaba sujeto por una estrella de cinco puntas, que podía estar decorada con diamantes, dependiendo del rango.

A diferencia de la insignia de la mayoría de las órdenes británicas de caballería, la insignia de la Orden de la Estrella de la India no incorporaba ninguna cruz, para no ofender a los miembros de la Orden.

## Precedencia y privilegios
Todos los miembros de la orden tenían asignadas posiciones en el orden de precedencia.
Las esposas de los miembros de la orden también disponían de orden de precedencia, así como los hijos, hijas y nueras de los "Caballeros Grandes Comendadores" y "Caballeros Comendadores".
Los "Caballeros Grandes Comendadores" usaban las iniciales "GCSI" tras el nombre, los "Caballeros Comendadores" usaban las iniciales "KCSI" y los "Compañeros" usaban "CSI".
Los "Caballeros Grandes Comendadores" y los "Caballeros Comendadores" recibían el título de Sir, mientras que sus esposas podían usar el título de "Lady".
Esos tratamientos no eran usados por los pares o por los príncipes indios, excepto cuando los nombres de aquellos estaban detallados en su forma completa.
Los "Caballeros Grandes Comendadores" también podían recibir un escudo heráldico.
En caso de que ya lo tuvieran, podían rodear sus armas con el circlet (un anillo con el lema) y el collar de la orden;
Los "Caballeros Comendadores" y los "Compañeros" podían incluir el circlet pero no el collar.